# 第3軍団 (ウクライナ陸軍)
第3軍団（だい3ぐんだん、ウクライナ語: 3-й армійський корпус）は、ウクライナ陸軍の軍団。

## 歴史

### ロシアのウクライナ侵攻
2025年2月、ウクライナ軍の軍団制移行に伴い、第3独立強襲旅団の軍団改編が発表された。
2025年3月14日、第3独立強襲旅団を基幹にキーウで創設され、第3旅団のアンドリー・ビレツキー旅団長が軍団長に就任した。

## 編成中
- 軍団司令部（キーウ）[1]
- 第3独立強襲旅団[1]
- 無人システム連隊[1]